# Níkos Skalkótas
Níkos Skalkótas (em grego:  Nίκος Σκαλκώτας, (Cálcis, 21 de março de 1904 — Atenas, 20 de setembro de 1949) foi um compositor grego.

## Vida
Estudante de violino no Conservatório de Atenas, prossegue seus estudos em Berlim, onde estuda composição sob a orientação de Jarnach, Schoenberg e Kurt Weill.
Com 29 anos retorna à Atenas, onde passa a tocar violino em algumas orquestras.
Sua composições foram inicialmente atonais, e, a partir de 1935, mostram uma complexidade serial. Suas 36 Danças Gregas para Orquestra, porém, são obras tonais. Skalkótas, assim como Alban Berg, soube refrear a aridez estética do dodecafonismo.
Compôs três concertos para piano e orquestra, a abertura A Volta de Odisseu (1943), quartetos, obras orquestrais, obras para piano e peças vocais.

## Obras

### Obras orquestrais
- Suíte Sinfônica nº 1 (1929)
- 36 Danças Gregas (1931–36; novas orquestrações de muitas danças feitas em 1949, e números individuais arranjados para outros conjuntos – ver, por exemplo, Orquestra de Cordas)
- Abertura (muitas vezes chamada de Sinfonia) O Retorno de Ulisses (c. 1942)
- Symphonic Suite No. 2 (1944–46; 1949; orquestração inacabada; os movimentos listados foram executados como obras separadas)
  - 1. Abertura Concertante
  - 4. Largo Sinfônico
  - 5. Tema con variazioni (orquestração inacabada)
- Sinfonia Clássica para orquestra de sopros, duas harpas e contrabaixos (1947)
- Antiga Marcha Grega (1947; em duas versões do compositor: pequena orquestra sinfônica e orquestra de sopros)
- Four Images (1948; orquestrado a partir de movimentos do balé The Land and sea of Greece)
- Sinfonietta em si bemol menor (1948–9)
- Dança grega em dó menor (1949? – sem relação com as 36 danças gregas )

### Concertos
- Concerto Grosso para orquestra de sopros (1928–31; perdido)
- Concerto para violino, piano e orquestra de câmara (1930)
- Concerto para piano nº 1 (1931)
- Concertino para 2 pianos e orquestra (1935)
- Concerto para piano nº 2 (1937)
- Concerto para violino (1938)
- Concerto para violoncelo (1938; perdido)
- Concertino para oboé e piano (1939; posteriormente adaptado para oboé solo e orquestra de câmara por Gunther Schuller)
- Concerto para piano nº 3 (1939; para piano e 10 instrumentos de sopro)
- Concerto para violino, viola e grande orquestra de sopros (1940–42)
- Concerto para contrabaixo (1942)
- Concerto para 2 violinos (1944–45; não orquestrado)
- Concertino para piano (1948–49)
- Nocturne-Divertimento para xilofone e orquestra (1949)

### Balés
- A Donzela e a Morte (1938, revisado em 1946)
- Os Gnomos (1939; parcialmente baseado em peças para piano de Bartók e Stravinsky)
- Island Images, suíte de balé (1943; não orquestrado)
- A Bela da Rosa (1946)
- The Land and the Sea of Greece (1947–48; não orquestrado, exceto os primeiros quatro movimentos como Four Images)
- O Mar (1948–49)

### Obras para orquestra de cordas
- 3 danças gregas (1936)
- 7 danças gregas (1936)
- 10 esboços (c. 1940)
- Little Suite para cordas (1942)

### Música incidental
- Mayday Spell, a Fairy Drama para soprano, alto-falantes e orquestra (1944; 1949)
- Henrique V, música incidental para a Rádio Atenas (1947–48)

### Música de câmara
- Sonata para violino solo (1925)
- Quarteto de Cordas (1926; perdido)
- Trio de Cordas (1926; perdido)
- Quarteto de cordas nº 1 (1928)
- Sonatina nº 1 para violino e piano (1929; parcialmente perdida)
- Sonatina nº 2 para violino e piano (1929)
- Quarteto de cordas nº 2 (1929–30; perdido)
- Música fácil para quarteto de cordas (c. 1930; perdido)
- Octeto (1931)
- Trio de cordas nº 2 (1935)
- Sonatina nº 3 para violino e piano (1935)
- Sonatina nº 4 para violino e piano (1935)
- Quarteto de cordas nº 3 (1935)
- Piano Trio (1936)
- Pequeno Coral e Fuga para violino e piano (c. 1936)
- Marcha dos Soldadinhos para violino e piano (c. 1936)
- Noturno para violino e piano (c. 1937)
- Rondo para violino e piano (c. 1937)
- 8 Variações sobre uma melodia folclórica grega para trio de piano (1938)
- Gavota para violino e piano (1939)
- Concertino para Oboé e Piano (1939)
- Scherzo para violino, viola, violoncelo e piano (1936-1940)
- Scherzo para violino e piano (c. 1940)
- Largo para violoncelo e piano (c. 1940)
- Menuetto Cantato para violino e piano (c. 1940)
- 10 Esboços para quarteto de cordas (ou orquestra de cordas) (c. 1940)
- Quarteto de cordas nº 4 (1940)
- Duo para violino e viola (1939–42)
- Quarteto para oboé, trompete, fagote e piano (1940–43)
- Concertino para trompete e piano (1940–43)
- Tango e Foxtrot, para oboé, trompete, fagote e piano (1940–43)
- Sonata para violino e piano (1940–43)
- Sonata Concertante para fagote e piano (1943)
- Petite Suite No. 1 para violino e piano (1946)
- Petite Suite No. 2 para violino e piano (1946)
- Duo para violino e violoncelo (1947)
- 3 arranjos de canções folclóricas gregas para violoncelo e piano (c. 1942–48)
- Bolero para violoncelo e piano (1948–9)
- Tender Melody para violoncelo e piano (1948–9)
- Serenata para violoncelo e piano (1948–9)
- Sonatina para violoncelo e piano (1949)
- Gero Dimos para quarteto de cordas (1949)

### Música vocal
- Trabalho coral (R. Stein) sobre o Soldado Desconhecido (1930; perdido)
- Doe para voz e piano (1931)
- 16 Melodias para mezzo-soprano e piano (1941; textos de Hrissos Esperas )

### Música de piano
- Suíte Grega (1924–25)
- 15 Pequenas Variações (1927)
- Sonatina (1927)
- Suíte nº 1 (1936)
- 32 peças para piano (1940)
- 4 Estudos (1941)
- Suíte nº 2 (1941)
- Suíte nº 3 (1941)
- Suíte nº 4 (1941)
- Berceuse (1941)
- Eco (1946)
- Procissão para Acheron (c. 1948)